# 長洲町立腹赤小学校
長洲町立腹赤小学校（ながすちょうりつ はらかしょうがっこう）は、熊本県玉名郡長洲町にある公立小学校。

## 概要
学校は長洲町腹赤地区の中央西部に位置し、直線距離で約1㎞に有明海がある。地区北部にはJR九州鹿児島本線、南部には国道501号が通る。近隣は住宅と商業施設があるが、周辺は田畑が広がる田園地帯である。

### 所在地
- 熊本県玉名郡長洲町腹赤125

## 沿革

### 略歴
1875年（明治8年） に腹赤小学校が創立。1889年 、沖洲東小学校、清源寺小学校、腹赤小学校が合併し、腹赤村に校舎を建て尋常名石小学校となる。その後、1957年10月1日、長洲町と腹栄村が新設合併し、新町制による長洲町発足に伴い長洲町立腹赤小学校に改称する。

### 年表
- 1875年 - 沖洲東小学校、清源寺小学校、腹赤小学校創立。
- 1889年 - 上記3校が合併し、尋常名石小学校となる。
- 1892年 - 腹赤尋常小学校、上沖洲尋常小学校に分立。
- 1898年 - 上記2校が合併し、腹赤尋常小学校となる。
- 1903年 - 腹赤尋常高等小学校に改める。
- 1941年 - 腹赤村立腹赤国民学校に改める。
- 1947年 - 腹赤村立腹赤小学校に改める。
- 1957年 - 長洲町立腹赤小学校に改める。

## 教育方針
- ふるさとに誇りをもち、夢の実現に向かって 生き生き学ぶ腹赤っ子の育成
  - - 笑顔 挑戦 思いやり -

## 学校行事
| - 4月 就任式、始業式、入学式 - 5月 運動会 - 6月 全校集会 | - 7月 - 8月 - 9月 身体測定、修学旅行 | - 10月 前期終業式、後期始業式 - 11月 持久走大会 - 12月 | - 1月 中学校説明会、全校集会 - 2月 - 3月 修了式、卒業式、退任式 |

## 通学区域
- 長洲町
  - 平原、清源寺、上沖洲、腹赤、腹赤新町[1]

## 進学先中学校
- 長洲町立長洲中学校[1]
  - 腹栄中学校と長洲中学校が令和6年3月末をもって閉校となり、令和6年4月から新しい中学校として「長洲町立長洲中学校」が開校した。

## 周辺
- 荒尾警察署腹赤駐在所
- 長洲町立長洲中学校
- 清源寺
- 長洲港
- 国道501号
- 日立造船有明工場